# إريك كارلسون (لاعب هوكي الجليد)
إريك كارلسون (بالسويدية: Erik Karlsson) هو لاعب هوكي الجليد سويدي، ولد في 31 مايو 1990 في Landsbro ‏ في السويد.

## وصلات خارجية
- إريك كارلسون على موقع دوري الهوكي الوطني (الإنجليزية)
- إريك كارلسون على موقع EliteProspects.com (الإنجليزية)
- إريك كارلسون على موقع Eurohockey.com (الإنجليزية)
- إريك كارلسون على موقع HockeyDB.com (الإنجليزية)
- إريك كارلسون على موقع Hockey-Reference.com (الإنجليزية)
- إريك كارلسون على موقع أوليمبيديا (الإنجليزية)
- إريك كارلسون على موقع اللجنة الأولمبية السويدية (السويدية)